# Paucituberculata
Los paucituberculados (Paucituberculata "Pocas protuberancias en latín)) son un  orden de marsupiales ameridelfios que incluye numerosas especies fósiles del Nuevo Mundo. En la actualidad sólo la familia Caenolestidae tiene especies vivas, concretamente 6, conocidas como ratones runchos (o zarigüeyas-musaraña) por el parecido que guardan con los ratones placentarios.

## Evolución
Algunos de los más antiguos fósiles del orden datan de hace más de 60 millones de años, en el Paleoceno temprano. Se trata de la familia Polydolopidae. 
Llegado el Oligoceno, cuando los paucituberculados conocieron su mayor biodiversidad, comienza también su declive. La unión de las placas norte y sudamericanas provocó la invasión de nuevas especies en el subcontinente austral. Se trataba de placentados, más preparados para la dura competencia evolutiva, lo que supuso la extinción de muchas de las especies marsupiales.
Como dato curioso hay que añadir que algunos fósiles de este orden, por ejemplo de la familia Groeberiidae, fueron descubiertos con anterioridad a las especies vivas en el tiempo presente.

## Taxonomía
- Orden Paucituberculata Ameghino, 1894
  - Suborden †Caenolestoidea Trouessart, 1898
    - género †Нalmarhiphus Ameghino, 1899
      - †Halmarhiphus riggsi Simpson, 1932

    - Familia †Sternbergiidae Szalay, 1994
      - género †Carolopaulacoutoia McKenna & Bell, 1997
        - †Carolopaulacoutoia itaboraiensis (Paula Couto, 1970)

      - género †Didelphopsis Paula Couto, 1952
        - †Didelphopsis cabrerai Paula Couto, 1952

      - género †Itaboraidelphys Marshall & de Muizon, 1984
        - †Itaboraidelphys camposi Marshall & de Muizon, 1984

    - Familia Caenolestidae Trouessart, 1898
      - género †Evolestes Goin et al., 2007
        - †Evolestes hadrommatos Goin et al., 2007

      - género †Micrabderites Simpson, 1932
        - †Micrabderites williamsi Simpson, 1932

      - género †Perulestes Goin & Candela, 2004
        - †Perulestes cardichi Goin & Candela, 2004 (especie tipo)
        - †Perulestes fraileyi Goin & Candela, 2004

      - Subfamilia †Pichipilinae Marshall, 1980
        - género †Pichipilus Ameghino, 1890
          - †Pichipilus centinelus Marshall & Pascual, 1977
          - †Pichipilus halleuxi Marshall, 1990
          - †Pichipilus osborni Ameghino, 1890 (especie tipo)
          - †Pichipilus rigssi (Simpson, 1932)

        - género †Phonocdromus Ameghino, 1894
          - †Phonocdromus gracilis Ameghino, 1894 (especie tipo)
          - †Phonocdromus patagonicus Ameghino, 1894

        - género †Pliolestes Reig, 1955
          - †Pliolestes venetus Goin, Montalvo & Visconti, 2000
          - †Pliolestes tripotamicus Reig, 1955 (especie tipo)

      - Subfamilia Caenolestinae Trouessart, 1898
        - género Caenolestes Thomas, 1895
          - Caenolestes caniventer Anthony, 1921
          - Caenolestes condorensis Albuja & Patterson, 1996
          - Caenolestes convelatus Anthony, 1924
          - Caenolestes fuliginosus (Tomes, 1863) (especie tipo)
          - †Caenolestes judithae
          - †Caenolestes minor

        - género Lestoros Oehser, 1934
          - Lestoros inca (Thomas, 1917)

        - género †Pseudhalmarhiphus Ameghino, 1903
          - †Pseudhalmarhiphus guaraniticus (Ameghino, 1899)

        - género Rhyncholestes Osgood, 1924
          - Rhyncholestes raphanurus Osgood, 1924

        - género †Stilotherium Ameghino, 1887
          - †Stilotherium dissimile Ameghino, 1887

    - Familia †Palaeothentidae Sinclair, 1906
      - Subfamilia Incertae sedis
        - género †Hondathentes Dumont & Bown, 1993
          - †Hondathentes cazador Dumont & Bown, 1993

      - Subfamilia †Acdestinae Bown & Fleagle, 1993
        - género †Acdestis Ameghino, 1887
          - †Acdestis gracilis
          - †Acdestis lemairei Bown & Fleagle, 1993
          - †Acdestis maddeni Goin, Sánchez-Villagra, Kay, Anaya-Daza & Takai, 2003
          - †Acdestis obusta
          - †Acdestis oweni Ameghino, 1887 (especie tipo)
          - †Acdestis robustus
          - †Acdestis spegazinii

        - género †Acdestodon Bown & Fleagle, 1993
          - †Acdestodon bonapartei Bown & Fleagle, 1993

        - género †Acdestoides Bown & Fleagle, 1993
          - †Acdestoides praecursor (Loomis, 1914)

        - género †Trelewthentes Bown & Fleagle, 1993
          - †Trelewthentes rothi Bown & Fleagle, 1993

      - Subfamilia †Palaeothentinae Sinclair, 1906
        - género †Carlothentes Bown & Fleagle, 1993
          - †Carlothentes chubutensis (Ameghino, 1897)

        - género †Palaeothentes Ameghino, 1887
          - †Palaeothentes aratae Ameghino, 1887 (especie tipo)
          - †Palaeothentes boliviensis Patterson et Marshall, 1978
          - †Palaeothentes lemoinei Ameghino, 1887
          - †Palaeothentes marshalli Bown & Fleagle, 1993
          - †Palaeothentes migueli Bown & Fleagle, 1993
          - †Palaeothentes minutus Ameghino, 1887
          - †Palaeothentes pascuali Bown & Fleagle, 1993
          - †Palaeothentes primus (Ameghino, 1902)
          - †Palaeothentes smeti Flynn et al., 2002

        - género †Pilchenia Ameghino, 1903
          - †Pilchenia antiqua Goin et al., 2010
          - †Pilchenia intermedia Goin et al., 2010
          - †Pilchenia lucina Ameghino, 1903 (especie tipo)

        - género †Propalaeothentes Bown & Fleagle, 1993
          - †Propalaeothentes hatcheri Bown & Fleagle, 1993
          - †Propalaeothentes lepidus (Ameghino, 1891) (especie tipo)

        - género †Titanothentes Rae et al., 1996
          - †Titanothentes simpsoni Rae et al., 1996

    - Familia †Abderitidae Ameghino, 1889
      - género †Abderites Ameghino, 1887
        - †Abderites meridionalis Ameghino, 1887 (especie tipo)
        - †Abderites pristinus Marshall, 1976

      - género †Pitheculites Ameghino, 1902
        - †Pitheculites chenche Dumont & Bown, 1997
        - †Pitheculites minimus Ameghino, 1902 (especie tipo)
        - †Pitheculites rothi Marshall, 1990

  - Suborden †Polydolopimorphia (Marshall et al., 1990)
    - Infraorden Incertae sedis
      - Familia †Protodidelphidae Marshall, 1987
        - género †Bobbschaefferia Paula Couto, 1970
          - †Bobbschaefferia fluminensis Paula Couto, 1970

        - género †Carolocoutoia Goin, Oliveira & Candela, 1998
          - †Carolocoutoia ferigoloi Goin, Oliveira & Candela, 1998

        - género †Guggenheimia Paula Couto, 1952
          - †Guggenheimia brasiliensis Paula Couto, 1952 (especie tipo)
          - †Guggenheimia crocheti Oliveira & Goin, 2011

        - género †Periprotodidelphis Oliveira & Goin, 2011
          - †Periprotodidelphis bergqvistae Oliveira & Goin, 2011

        - género †Protodidelphis Paula Couto, 1952
          - †Protodidelphis vanzolinii Paula Couto, 1952

        - género †Reigia Pascual, 1983
          - †Reigia punae Pascual, 1983

        - género †Zeusdelphys Marshall, 1982
          - †Zeusdelphys complicatus Marshall, 1982

    - Infraorden †Polydolopoidea Ameghino, 1897
      - Familia Incertae sedis
        - género †Palangania Goin, Candela, Bond, Pascual & Escribano, 1998
          - †Palangania brandmayri Goin, Candela, Bond, Pascual & Escribano, 1998

      - Familia †Sillustaniidae Crochet & Sigé, 1996
        - género †Sillustania Crochet & Sigé, 1996
          - †Sillustania quechuense Crochet & Sigé, 1996

      - Familia †Bonapartheriidae Pascual, 1980
        - género †Bonapartherium Pascual, 1980
          - †Bonapartherium hinakusijum Pascual, 1980 (especie tipo)
          - †Bonapartherium serrensis Goin, Candela & Lopez, 1998
          - género †Epidolops Paula Couto, 1952
            - †Epidolops ameghinoi Paula Couto, 1952

      - Familia †Prepidolopidae Pascual, 1980
        - género †Prepidolops Pascual, 1980
          - †Prepidolops didelphoides Pascual, 1980
          - †Prepidolops molinai Pascual, 1980

        - género †Punadolops Goin, Candela & Lopez, 1998
          - †Punadolops alonsoi (Pascual, 1983)

        - género †Seumandia (Simpson, 1935)
          - †Seumandia yapa (Simpson, 1935)

      - Familia †Rosendolopidae Goin, Abello & Chornogubsky, 2010
        - género †Hondonadia Goin & Candela, 1998
          - †Hondonadia feruglioi Goin & Candela, 1998 (especie tipo)
          - †Hondonadia fierroensis (Flynn et Wyss, 1999)
          - †Hondonadia parca Goin, Abello & Chornogubsky, 2010
          - †Hondonadia pittmanae Goin & Candela, 2004
          - †Hondonadia praecipitia Goin, Abello & Chornogubsky, 2010
          - †Hondonadia pumila Goin, Abello & Chornogubsky, 2010

        - género †Rosendolops Goin & Candela, 1996
          - †Rosendolops ebaios Goin, Abello & Chornogubsky, 2010
          - †Rosendolops primigenium Goin & Candela, 1996 (especie tipo)

      - Familia †Polydolopidae (Ameghino, 1897)
        - Subfamilia †Parabderitinae (Marshall, 1980)
          - género †Parabderites (Ameghino, 1902)
            - †Parabderites bicrispatus
            - †Parabderites minusculus (Ameghino, 1902)
            - †Parabderites trisulcatus

        - Subfamilia †Polydolopinae (Ameghino, 1897)
          - género †Amphidolops (Ameghino, 1902)
            - †Amphidolops serrula (Ameghino, 1902)
            - †Amphidolops yapa (Simpson, 1935)

          - género †Antarctodolops
            - †Antarctodolops dailyi

          - género †Eudolops (Ameghino, 1902)
            - †Eudolops hernandezi
            - †Eudolops tetragonus

          - género †Eurydolops (Case & Chaney & Woodburne, 1988)
            - †Eurydolops seymourensis (Case & Chaney & Woodburne, 1988)

          - género †Kramadolops Goin, Abello & Chornogubsky, 2010
            - †Kramadolops abanicoi (Flynn & Wiss, 1999)
            - †Kramadolops fissuratus Goin, Abello & Chornogubsky, 2010
            - †Kramadolops maximus Goin, Abello & Chornogubsky, 2010
            - †Kramadolops mayoi (Pascual et Odreman Rivas, 1971) (especie tipo)
            - †Kramadolops mckennai (Flynn & Wiss, 2004)

          - género †Polydolops (Ameghino, 1897)
            - †Polydolops clavulus
            - †Polydolops dailyi (Woodburne & Zinsmeister, 1984)
            - †Polydolops kamektsen (Simpson, 1935)
            - †Polydolops rothi Simpson, 1935)
            - †Polydolops serra
            - †Polydolops thomasi (Ameghino, 1897)
            - †Polydolops winecage (Simpson, 1935)

          - género †Pseudolops (Ameghino, 1902)
            - †Pseudolops princeps (Ameghino, 1902)

          - género †Roberthoffstetteria Marshall & De Muizon & Sigé, 1983
            - †Roberthoffstetteria nationalgeographica Marshall & De Muizon & Sigé, 1983

    - Infraorden †Simpsonitheria
      - Superfamilia †Argyrolagoidea
        - Familia †Gashterniidae
          - género †Gashternia (Simpson, 1935)
            - †Gashternia ctalehor (Simpson, 1935)

        - Familia †Argyrolagidae
          - género †Argyrolagus (Ameghino, 1904)
            - †Argyrolagus palmeri
            - †Argyrolagus parodii
            - †Argyrolagus scagliai

          - género †Hondalagus (Marshall & Villaroel, 1988)
            - †Hondalagus altiplanensis (Marshall & Villaroel, 1988)

          - género †Microtragulus (Ameghino, 1904)
            - †Microtragulus argentinus
            - †Microtragulus bolivianus
            - †Microtragulus catamarcensis
            - †Microtragulus reigi

        - género †Proargyrolagus (Wolff, 1984)
          - †Proargyrolagus bolivianus (Wolff, 1984)

        - Familia †Groeberiidae Patterson, 1952
          - Subfamilia †Groeberiinae Patterson, 1952
            - género †Groeberia Patterson, 1952
              - †Groeberia minoprioi Patterson, 1952 (especie tipo)
              - †Groeberia pattersoni Simpson, 1970

            - género †Klohnia Flynn & Wyss, 1999
              - †Klohnia charrieri Flynn & Wyss, 1999 (especie tipo)
              - †Klohnia major Goin, Abello & Chornogubsky, 2010

            - género †Epiklohnia Goin, Abello & Chornogubsky, 2010
              - †Epiklohnia verticalis Goin, Abello & Chornogubsky, 2010

            - género †Praedens Goin, Abello & Chornogubsky, 2010
              - †Praedens aberrans Goin, Abello & Chornogubsky, 2010

      - Superfamilia †Caroloameghinioidea Ameghino, 1901
        - Familia †Glasbiidae Clemens, 1966
          - género †Glasbius Clemens, 1966
            - †Glasbius intricatus Clemens, 1966 (especie tipo)
            - †Glasbius twitchelli Archibald, 1982

          - género †Periakros Goin et al., 2010
            - †Periakros ambiguus Goin et al., 2010

        - Familia †Caroloameghiniidae Ameghino, 1901
          - género †Caroloameghinia Ameghino, 1901
            - †Caroloameghinia tenuis Ameghino, 1901

          - género †Chulpasia (Crochet & Sigé, 1993)
            - †Chulpasia mattaueri (Crochet & Sigé, 1993)

          - género †Procaroloameghinia Marshall, 1982
            - †Procaroloameghinia pricei Marshall, 1982

          - género †Robertbutleria Marshall, 1987
            - †Robertbutleria mastodontoidea Marshall, 1987 (también Protodidelphis mastodontoides (Marshall, 1987))

Cladograma
```
-o Orden Paucituberculata - Ameghino, 1894 
 |-o Superfamilia 
Argyrolagoidea
 - (Ameghino, 1904) (†)
 | |-o Familia 
Argyrolagidae
 - Ameghino, 1904 (†)
 | |-o Familia 
Groeberiidae
 - Patterson, 1952 (†)
 | `-o Familia 
Patagoniidae
 - Pascual & Carlini, 1987 (†)
 |-o Superfamilia 
Caenolestoidea
 - (Trouessart, 1898) 
 | |-o Familia 
Abderitidae
 - (Ameghino, 1889) (†)
 | |-o Familia 
Caenolestidae
 - Trouessart, 1898  
 | |-o Familia 
Palaeothentidae
 - (Sinclair, 1906) (†)
 | `-o Familia 
Sternbergiidae
 - (Szalay, 1994) (†)
 |-o Superfamilia 
Caroloameghinioidea
 - (Ameghino, 1901)(†)
 | |-o Familia 
Caroloameghiniidae
 - Ameghino, 1901 (†)
 | `-o Familia 
Glasbiidae
 - (Clemens, 1966) (†)
 `-o Superfamilia 
Polydolopoidea
 - (Ameghino, 1897) (†)
   |-o Familia 
Bonapartheriidae
 - Pascual, 1980 (†)
   |-o Familia 
Polydolopidae
 - Ameghino, 1897 (†)
   |-o Familia 
Prepidolopidae
 - Pascual, 1980 (†)
   `-o Familia 
Sillustaniidae
 - Crochet & Sigé, 1996 (†)
```